# Charlotte von Rumohr

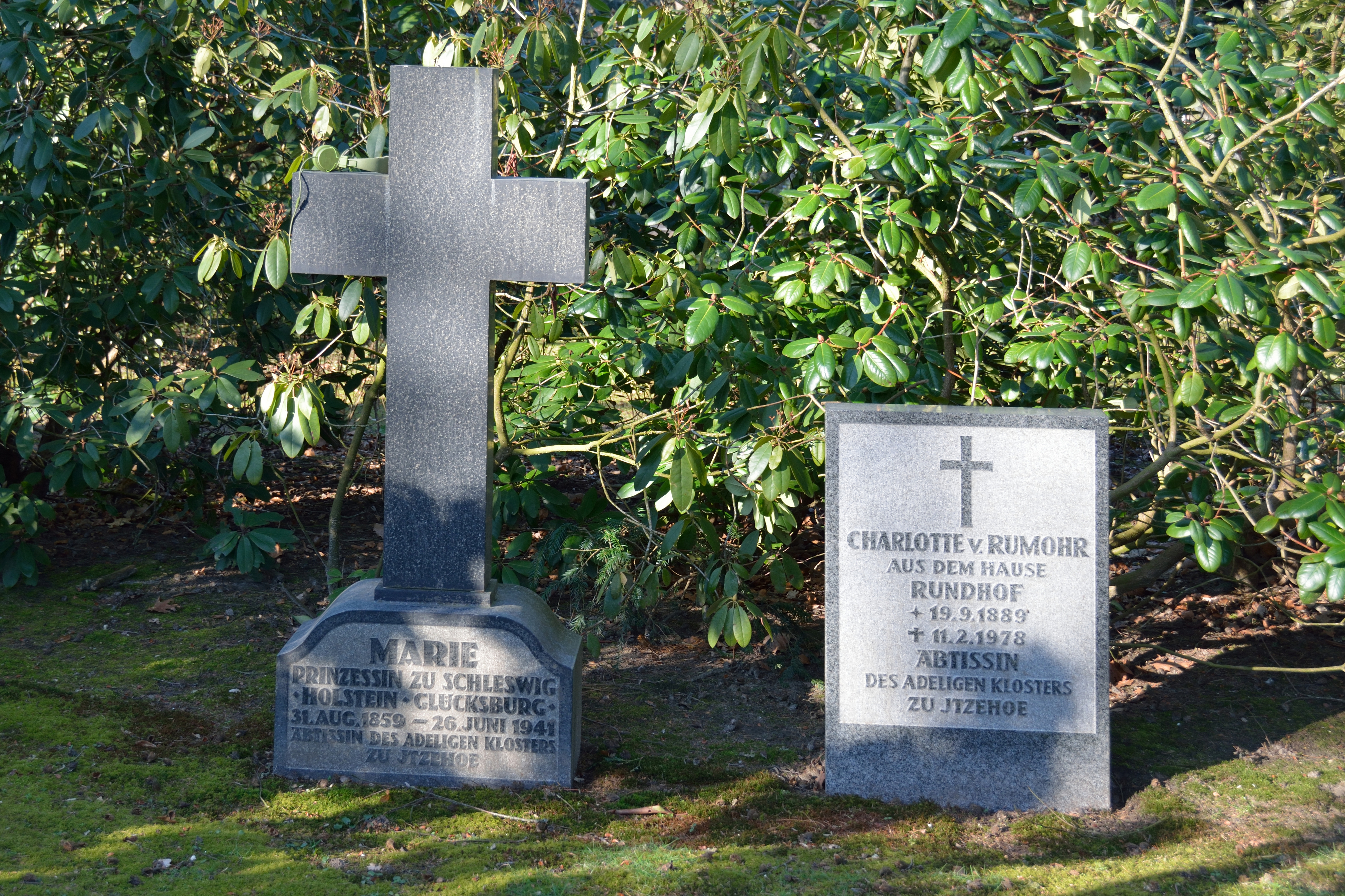
Grab auf dem Friedhof Itzehoe

Charlotte von Rumohr (* 19. September 1889 in Merseburg; † 11. Februar 1978 in Itzehoe) war eine deutsche Malerin und Äbtissin.

## Leben
Charlotte von Rumohr studierte um 1910 an der Königlichen Kunstakademie in Kassel bei Hans Olde, der 1911 zu deren Direktor berufen wurde.
Obwohl sie mit den damaligen Kunstströmungen, unter anderem mit dem deutschen Expressionismus vertraut war, entschloss sie sich 1929, trotz ihrer Ausbildung, als Priorin in das evangelische Adelige Kloster in Itzehoe einzutreten. Ab 1941 stand sie dem Kloster als Äbtissin vor.
Zeit ihres Lebens hat sie sich der Landschaftsmalerei gewidmet.
Werke von ihr befinden sich heute im Privatbesitz.